# Freiburg (Adelsgeschlecht)

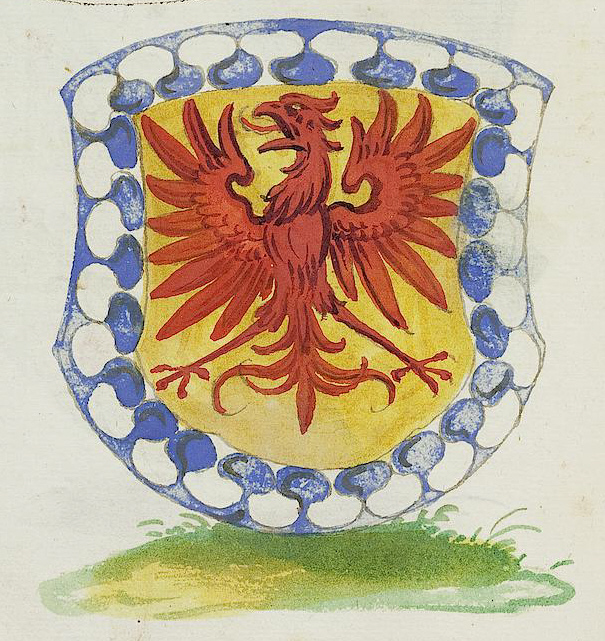
Wappen der Grafen von Freiburg und der Seitenlinie Fürstenberg

Grafen von Freiburg nannte sich ab 1230 ein Zweig der Grafen von Urach, nachdem er das Erbe der Zähringer im Breisgau und dessen Hauptstadt, Freiburg, 1218 angetreten hatte. Die Herrschaft über Freiburg konnte das Geschlecht 150 Jahre bis 1368 erhalten. Bis 1444 regierten sie noch die im südlichen Breisgau gelegene Herrschaft Badenweiler. 1395 bis 1458 waren die Grafen von Freiburg auch Grafen von Welsch-Neuenburg.

## Geschichte
Die Grafen von Freiburg waren die Nachkommen des Grafen Egino V. von Urach († 1236 oder 1237). Seine Mutter war Agnes von Zähringen, und so beerbte Egino die Zähringer nach ihrem Aussterben. Als Graf von Freiburg nannte er sich Egino I. Unter seinem Sohn Konrad I. (1236/1237 bis 1271) kam es vor 1245 (?) zur Erbteilung mit dem Fürstenhaus Fürstenberg. In der letztendlichen Nachfolge der 1218 ausgestorbenen Zähringerherzöge beherrschten die Grafen von Freiburg seit dem 13. Jahrhundert die Stadt Freiburg und den Breisgau. Das Gebiet liegt in der oberrheinischen Tiefebene um Freiburg und im daran anschließenden Schwarzwald. Bis 1368 übte dieses Grafengeschlecht eine bis zuletzt nicht unumstrittene Stadtherrschaft über Freiburg aus. Die Stadträte von Freiburg kauften sich 1368 los. Danach erwarb die Stadt Freiburg als habsburgische Territorialstadt in Vorderösterreich ihrerseits ein grundherrliches Territorium. Sie erwarb das Kloster St. Märgen im Schwarzwald mit der Vogtei und den dazugehörenden Dorfherrschaften und Besitztümern.
Nach 1368 herrschten die Grafen von Freiburg nur noch in ihren südlich von Freiburg gelegenen Besitzungen auf der Burg Neuenstein in Badenweiler. Johann, der letzte der Grafen von Freiburg, vermachte 1444 seine Herrschaft Badenweiler an die Söhne seines Neffen, des Markgrafen Wilhelm von Hachberg-Sausenberg, Rudolf und Hugo, welche durch den Zusammenschluss der Herrschaftsgebiete Rötteln, Sausenberg und Herrschaft Badenweiler das Markgräflerland entstehen ließen.

## Die Zähringer Erbschaft
Da es sich über längere Zeit abzeichnete, dass Berthold V. von Zähringen kinderlos bleiben würde, brachten sich die potentiellen Erben frühzeitig in Stellung:
- das Reich, repräsentiert durch die mit den Zähringern in Schwaben konkurrierenden Staufer
- die Agnaten des Hauses Zähringen
  - das Haus Baden – Seitenlinie der Zähringer von Hermann nach dem Tode Berthold I. († 1078) begründet
  - die Herzöge von Teck – Seitenlinie der Zähringer von Adalbert nach dem Tod seines Bruders Berthold († 1186) begründet
- die Schwestern von Berthold V.
  - Agnes von Zähringen, vertreten durch ihren Sohn Egino V. von Urach
  - Anna von Zähringen, vertreten durch ihren Ehemann Ulrich III. von Kyburg, der als ihr Vogt agierte
- die Witwe Clementia von Auxonne, eine Tochter von Stephan III. von Auxonne

Bei der Aufteilung des Zähringer Erbes wurde zunächst grundsätzlich unterschieden zwischen
- zähringischem Hausgut oder Allodialgut
- Reichslehen
- Lehen geistlicher Lehensherren (nämlich der Bischöfe von Basel, Bamberg und Straßburg)
- dem Wittum.

Nebst Grundherrschaft und hoher Gerichtsbarkeit umfasste die Erbschaft auch eine Vielfalt einzelner weiterer Rechte, die je nach Ort sehr verschieden sein konnten.

### Reichslehen
Der Staufer König Friedrich II. wollte das Ausscheiden der zähringischen Konkurrenten zur Stärkung der eigenen Hausmacht nutzen und zog die Reichslehen ein, was rechtlich möglich war. Allerdings gab es bezüglich der Feststellung, was Reichslehen waren und was zum Allod gehörte, erhebliche Meinungsverschiedenheiten. Der Kaiser zog die Städte Freiburg im Breisgau, Villingen, Rheinfelden, Neuenburg am Rhein, Breisach, Offenburg, Ortenberg, Haslach, Zürich, Freiburg im Uechtland, Solothurn und Bern wieder an das Reich. Rheinfelden, Freiburg im Breisgau, Villingen und Neuenburg waren jedoch eigentlich Allodialgut.
Im September 1218 kam es in Ulm zu einem Treffen der am Zähringer Erbe interessierten Parteien, wobei die Uracher nicht direkt vertreten waren. Im Sommer 1219 führten die Auseinandersetzungen zu einer offenen Fehde zwischen den Urachern und dem König. Letztlich erhielten die Uracher die Reichslehen wieder zugeteilt, und es kam zu einem Kompromiss mit den Staufern.

### Allodialgut
Hierzu gehörten Gebiete
- im Breisgau
- in der Ortenau
- im Schwarzwald und auf der Baar,

die den Grafen von Urach zufielen,
sowie
- Gebiete in der heutigen Schweiz (im alemannischen wie im ehemals burgundischen Teil, d. h. der Westschweiz), die den Grafen von Kyburg zufielen.

Es scheint, dass sich die Familien von Urach und von Kyburg über die Aufteilung des Allodialgutes weitgehend einig waren. Die Kyburger konnten ihr Erbe auch ohne große Anfechtungen antreten, während die Uracher auf erheblichen Widerstand der Staufer stießen.

### Wittum
Als Wittum hatte Berthold V. Burgdorf bestimmt, was Egino V. von Urach nicht hinderte, die Witwe gefangen zu setzen und Anspruch auf Burgdorf zu erheben. Am 28. Dezember 1224 verfügte König Heinrich, dass Clementia sofort freizulassen und in den Besitz von Burgdorf zu setzen sei. Dem ist Egino anscheinend nicht gefolgt. Zumindest wurde auf dem Reichstag zu Mainz im August 1235 nochmals in diesem Sinne entschieden. Über den weiteren Lebensweg von Clementia ist nichts bekannt, und Burgdorf findet sich später im Besitz der Grafen von Kyburg.

## Liste der Grafen von Freiburg
Bei der Sichtung von Literatur und Urkunden entsteht vielfach Verwirrung, da die Namensgebung und speziell die Zählung der Träger eines Namens nicht einheitlich ist.
Teilweise wird die Zählung der Freiburger Egonen bereits mit Egino IV. von Urach begonnen, der die Zähringer beerbte,- teilweise mit seinem Sohn, Egino V. von Urach, der sich als erster wirklich Graf von Freiburg nannte. Teilweise beginnt die Zählung erst bei dessen Enkel. Bei den Konraden werden teilweise auch die nicht Regierenden bei der Zählung berücksichtigt.
Nachfolgend wird versucht, eine Übersicht zu vermitteln.
In der Literatur werden die Namen Egino (auch Egno oder Egeno) und Egon nebeneinander verwendet, und es wird Konrad oder Conrad geschrieben.
| Name                          | Alternativnamen                                          | Anmerkungen | Lebensdaten                        | Regierungsdaten              |
| ----------------------------- | -------------------------------------------------------- | --- | ---------------------------------- | ---------------------------- |
| Egino IV. Graf von Urach      | Egino der Bärtige; Egino der Ältere; Egino I.            | beerbt die Zähringer, da er ein Schwager von Berthold V. von Zähringen war | * um 1160; † 12. Januar 1230       | 1218–1230                    |
| Egino V. Graf von Urach       | Egino I. Graf von Freiburg; Egino der Jüngere; Egino II. | nennt sich als erster Graf von Freiburg; kann sich mit Unterstützung seines Bruders, des Kardinalbischofs Konrad von Urach, im Streit um das Zähringererbe gegen die Staufer behaupten | * um 1185; † 1236/37               | 1230–1236                    |
| Konrad I. Graf von Freiburg   |                                                          | Teilung des Erbes mit seinem Bruder Heinrich Graf von Fürstenberg | * um 1226; † 1271                  | 1236/37–1271                 |
| Egino II. Graf von Freiburg   | Egino III.                                               | wird von seinem Sohn abgesetzt, da er die Grafschaft Zug um Zug verpfändet und verkauft                                                                                                | † 1318                             | 1271–1316                    |
| Konrad II. Graf von Freiburg  |                                                          | muss aus Geldnot der Stadt Freiburg weitere Rechte zugestehen | * vor 1316; † 10. Juli 1350        | 1316–1350                    |
| Friedrich Graf von Freiburg   |                                                          | weitere Geldnöte führen zu Verpfändungen und rechtlichen Zugeständnissen an die Stadt Freiburg                                                                                         | † 1356                             | 1350–1356                    |
| Klara Gräfin von Freiburg     | Klara Pfalzgräfin von Tübingen                           | verliert die Grafschaft Freiburg an den Halbbruder ihres Vaters, Egino III. | † 1368                             | 1356–1358                    |
| Egino III. Graf von Freiburg  | Egino IV.                                                | Freiburg kauft sich von ihm frei und sucht Schutz beim Haus Habsburg | † 1385                             | 1358–1368                    |
| Konrad III. Graf von Freiburg | Conrad de Fribourg                                       | Herr von Badenweiler; erbt die Grafschaft Neuenburg | * 1372; † 16. April 1424           | 1395–1424 Graf von Neuenburg |
| Johann Graf von Freiburg      | Jean de Fribourg                                         | verschenkt 1444 die Herrschaft Badenweiler an die Markgrafen von Hachberg-Sausenberg                                                                                                   | * 26. Mai 1396; † 19. Februar 1458 | 1424–1458 Graf von Neuenburg |

Ein Sohn Eginos II. namens Heinrich erhielt 1272 die südlichen Gebiete mit der Herrschaft Badenweiler. Die Grafen aus der Linie Heinrichs starben 1303 ohne männliche Nachkommen aus. Ihr Gebiet ging an die in diese Linie eingeheirateten Grafen von Strassberg. Der Besitz kam 1385 unter Konrad III. an die Nachfahren der Grafen von Freiburg zurück.

## Wappen
Nach dem Anfall der Zähringer Erbschaft übernahmen die Grafen von Urach auch den Zähringer Adler in ihr Wappen um ihren Erbschafts- und Machtanspruch zu unterstreichen. Aus ihrem alten Uracher Wappen übernahmen sie den blauen Wolkenfeh, aus dem sie eine Umrahmung des Adlers gestalteten. Das Wappen der Seitenlinie der Grafen (später Fürsten) von Fürstenberg wurde im Verlauf der Zeit dann noch weiter ausgestaltet.

Zähringer Adler-Wappen
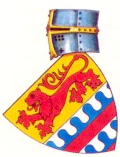
Wappen der Grafen von Urach
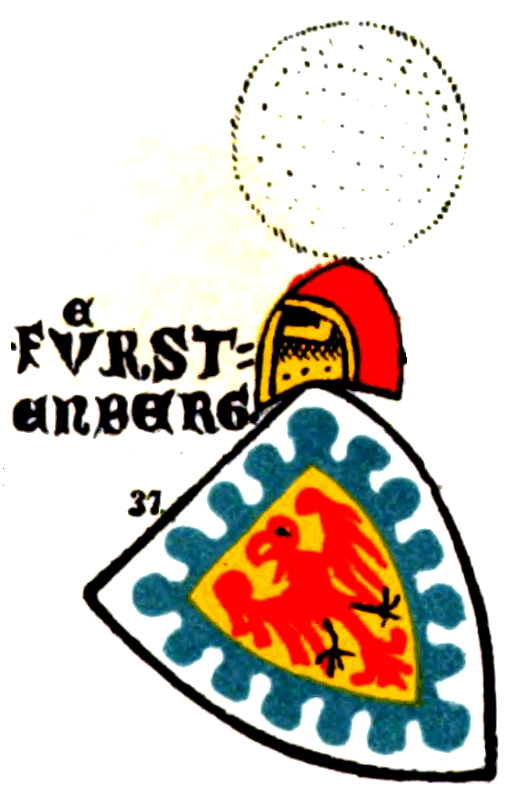
Wappen der Grafen von Fürstenberg und Freiburg

Die merkwürdige Helmzier in Form einer Schneeballe in der doppelten Größe eines Kopfes war zunächst mit kleinen Kügelchen – später mit Schuppen – bestückt, die aber letztlich auch noch weggelassen wurden. Bader vermutet eine mit großen weißen Perlen dicht besetzte Kugel.